# نهر ايفينيما
نهر ايفينيما ( (بالبرتغالية: Rio Ivinhema‏) ) نهر من ولاية ماتو جروسو دو سول في جنوب غرب البرازيل . وهو أحد الروافد الرئيسية في الجزء الغربي من نهر بارانا .
تم العثور على 46 نوعا مختلفا من الأسماك في سبعة تيارات في حوض النهر. المناطق السفلية محمية بـ 73,345 هكتار (181,240 أكر) حديقة ريو إفينهاما الحكومية، التي تم إنشاؤها في عام 1998.